# ノジコ

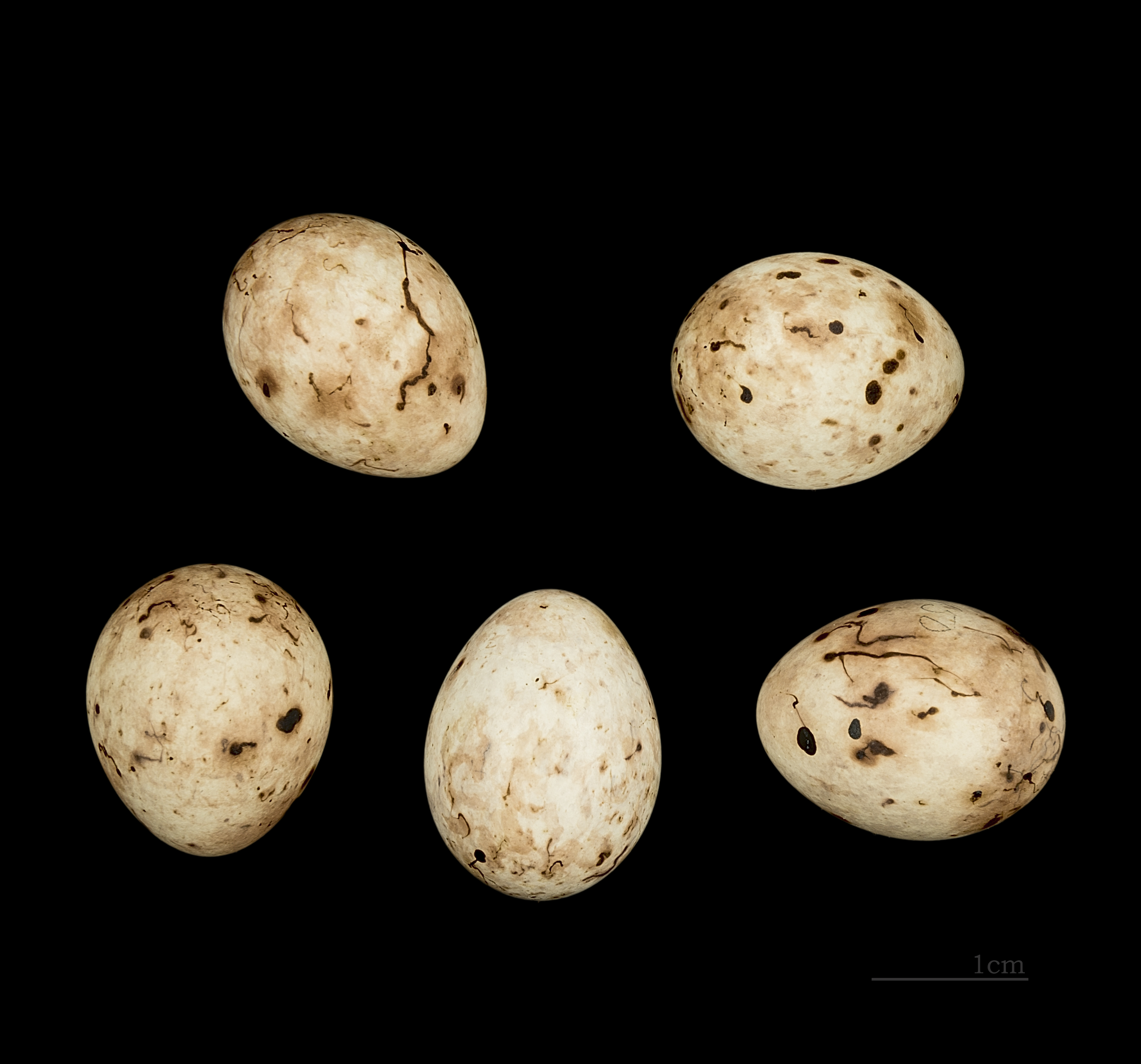
Emberiza sulphurata

ノジコ（野路子、野地子、Emberiza sulphurata）は、スズメ目ホオジロ科ホオジロ属に分類される鳥類。

## 分布
中華人民共和国南東部、台湾、日本、フィリピン北部
夏季に本州北部（主に中部地方から青森県津軽地方）で繁殖（夏鳥）し、冬季になると中華人民共和国南東部、フィリピン北部へ南下し越冬する。本州西部以南では越冬する個体もいる。日本のみで繁殖する。

## 形態
全長13.5-15cm。翼開張21cm。体上面には暗褐色、体側面には褐色や灰緑色の縦縞が入る。尾羽の色彩は黒褐色で、外側から2枚ずつの尾羽には白い斑紋が入る。中央尾羽の色彩は淡赤褐色で、羽軸に沿って黒褐色の斑紋（軸斑）が入る。翼の色彩は黒褐色で、羽毛の外縁（羽縁）は淡褐色。中雨覆や大雨覆の先端には白い斑紋が入り、静止時には2本の白い筋模様（翼帯）に見える。
眼の上下に白い輪模様（アイリング）がある。嘴の色彩は青みがかった灰色。後肢の色彩は淡黄褐色。
オスは頭部や体上面は黄緑色や灰緑色の羽毛で被われる。下面は黄色い羽毛で被われる。眼先は黒い。メスは頭部や体上面が淡褐色、下面が淡黄色の羽毛で被われ、眼先は淡褐色。

## 生態
繁殖期には標高400-1,500mにある開けた森林に生息する。
食性は雑食で、昆虫、種子などを食べる。夏季は樹上で主に昆虫を、冬季は地表で主に種子を採食する。
繁殖形態は卵生。草の根元や地表から2m以下の高さにある低木の樹上に植物の茎や枯れ葉などを組み合わせたお椀状の巣を作り、5-7月に1回に2-5個（主に4個）の卵を産む。雌雄交代で抱卵し、抱卵期間は約14日。雛は孵化してから7-8日で巣立つ。

## 人間との関係
分布が限定的で生息数も少ないと考えられている。
準絶滅危惧（NT）（環境省レッドリスト）